# Spaanse mat (vloerbedekking)
Spaanse mat was in Holland tot het begin van de negentiende eeuw de gebruikelijke aanduiding voor fijne, bontgeverfde matten, gevlochten van een fijner soort biezen dan die waarvan in Nederland de matten werden gevlochten. Ze werden ingevoerd uit Valencia, waar ze esteras finas werden genoemd. De matten hadden de reputatie nogal glad te zijn, zodat je er makkelijk op uitglijdt. 